# Mixmania
Mixmania est une émission de télé-réalité québécoise diffusée sur VRAK.TV du 2 août au 4 octobre 2002 et animée par Luck Mervil. 
Le concept consiste à former deux groupes musicaux — Aucun Regret (les filles) et Défense Urbaine (les gars) — à partir de candidats sélectionnés à travers le Québec. 
Il s'agit d'une des premières téléréalités du genre au Québec et est devenu un véritable phénomène. Un documentaire intitutlé Mixmania: 20 ans plus tard a été diffusé sur Crave en 2022 afin de marquer le 20e anniversaire de l'émission.
Le 17 juillet 2025, un concert retrouvaille a lieu à Nicolet, dans le cadre du festival Générations. C'est la première fois que les participants se réunissent sur scène depuis 2003.

## Production

### Concept
Mixmania est une émission télévisé qui s'adresse aux jeunes âgés de 12 à 17 ans. L'émission est produite par Zone3 au coût de un million de dollars. L'émission se veut être en plus d'une télé-réalité sur des adolescents, une expérience interactive et un "show de variétés". 
Au départ, on présente les 14 candidats qui ont été sélectionnés parmi les 130 jeunes ayant participé aux auditions.  Les 8 finalistes — surnommés les Mix — sont ensuite choisis par le public afin de former deux groupes : Aucun Regret (les filles) et Défense Urbaine (les gars). Ces jeunes suivent un "stage intensif à Montréal pour apprendre les rouages du showbiz". 
Chaque groupe a un mentor expérimenté dans le milieu musical: Gabrielle Destroismaisons est marraine d'Aucun Regret et Jonathan Painchaud est parrain de Défense Urbaine.

### Interaction avec le public
Mixmania a un volet interactif qui était alors du jamais vu au Québec. En votant sur internet, les téléspectateurs influencent le déroulement de l'émission: ils votent, entre autres, pour le nom des groupes, leurs looks et la composition des duos.

### Tournage
Pendant le tournage, les Mix vivent tous ensemble dans un loft à Montréal et sont accompagnés de deux psycho-éducateurs.

## Saisons

### Mixmania(2002)

#### Épisodes
Lors de chaque émission, pendant 10 semaines, on présentait la performance des participants dans plusieurs disciplines telles que le chant, la danse, l'interprétation et les techniques d'entrevue. Chaque semaine, le public votait pour son équipe favorite. 

#### Résultats de la première saison
Lors de la première édition, l'équipe des filles a été déclarée l'équipe gagnante. À la fin de la télé-réalité, un concert a été enregistré dans une salle de spectacle. Un album à leur nom a ainsi été publié.

## Réception
L'émission a connu une popularité inattendue : elle attire 700 000 téléspectateurs lors de la finale, une première pour une chaîne de télévision spécialisée. Chaque fin de semaine, l'émission est reprise trois fois, accumulant un total de 400 000 téléspectateurs hebdomadaires et 120 000 personnes visitent le site Internet chaque semaine.
À la suite de l'émission, Aucun Regret et Défense Urbaine ont fait 227 spectacles à travers le Québec et quatre concerts à guichets fermés au Centre Bell . Plus de 250 000 copies de leur album a été vendu.

### Autres saisons
L'émission qui lui succède est PHÉNOMIA9, animée par deux participants de Mixmania, Julie St-Pierre et Emmanuel Juteau-McEwan, diffusée à partir du 15 août 2003.
Une deuxième mouture de Mixmania, nommée Mixmania 2, a été diffusée sur VRAK.TV du 17 mars au 29 mai 2011. Mixmania 3 a été diffusé du jeudi 29 mars au 31 mai 2012. Les émissions étaient animées par Julie St-Pierre, ancienne participante de la première édition de Mixmania en 2002. Mix 4, animé par Olivier Dion, ancien participant de Star Académie, suivit de près Mixmania 3 en étant diffusé du 13 mars au 15 mai 2014.

## Produits dérivés

### Vidéographie
- Mixmania 100% inédit, VHS, 56 minutes

- 2003 : MixMania en concert (Zone 3)  (Publication : 12 avril 2003)

## Participants
- Défense urbaine :
  - Pierre-Luc Blais
  - Frank Hudon
  - Emmanuel Juteau-McEwan
  - Benjamin Laliberté

- Aucun regret :
  - Caroline Marcoux-Gendron
  - Ariane Laniel
  - Anna-Belle Oliva-Denis
  - Julie St-Pierre

### Auditions et autres candidats
Six autres candidats avaient été sélectionnés à la suite des auditions, mais n'ont pas été retenus par le public pour former les deux groupes finalistes: Élise Rivard, Monica Scozzaro, Marie-Pier Turbis, Anthony Bouffard, Edward Castagnetto, Geoffrey Larivière.

## Dans la culture populaire

### Mixmania: 20 ans plus tard
En 2022, la plateforme de diffusion Crave diffuse le documentaire Mixmania : 20 ans plus tard, réalisé par Bianca Gervais. On y retrouve six des huit finalistes ayant participé à l'émission 20 ans plus tôt: Pierre-Luc Blais, Frank Hudon, Emmanuel Juteau-McEwan, Ariane Laniel, Anna-Belle Oliva-Denis, Julie St-Pierre. Benjamin Laliberté et Caroline Marcoux-Gendron ont refusé d'y participer.

### Retour sur scène
En juillet 2025, à l’exception de Benjamin et Caroline, les membres du groupe se réunissent sur scène à l’occasion du Festival Générations tenu à Nicolet.

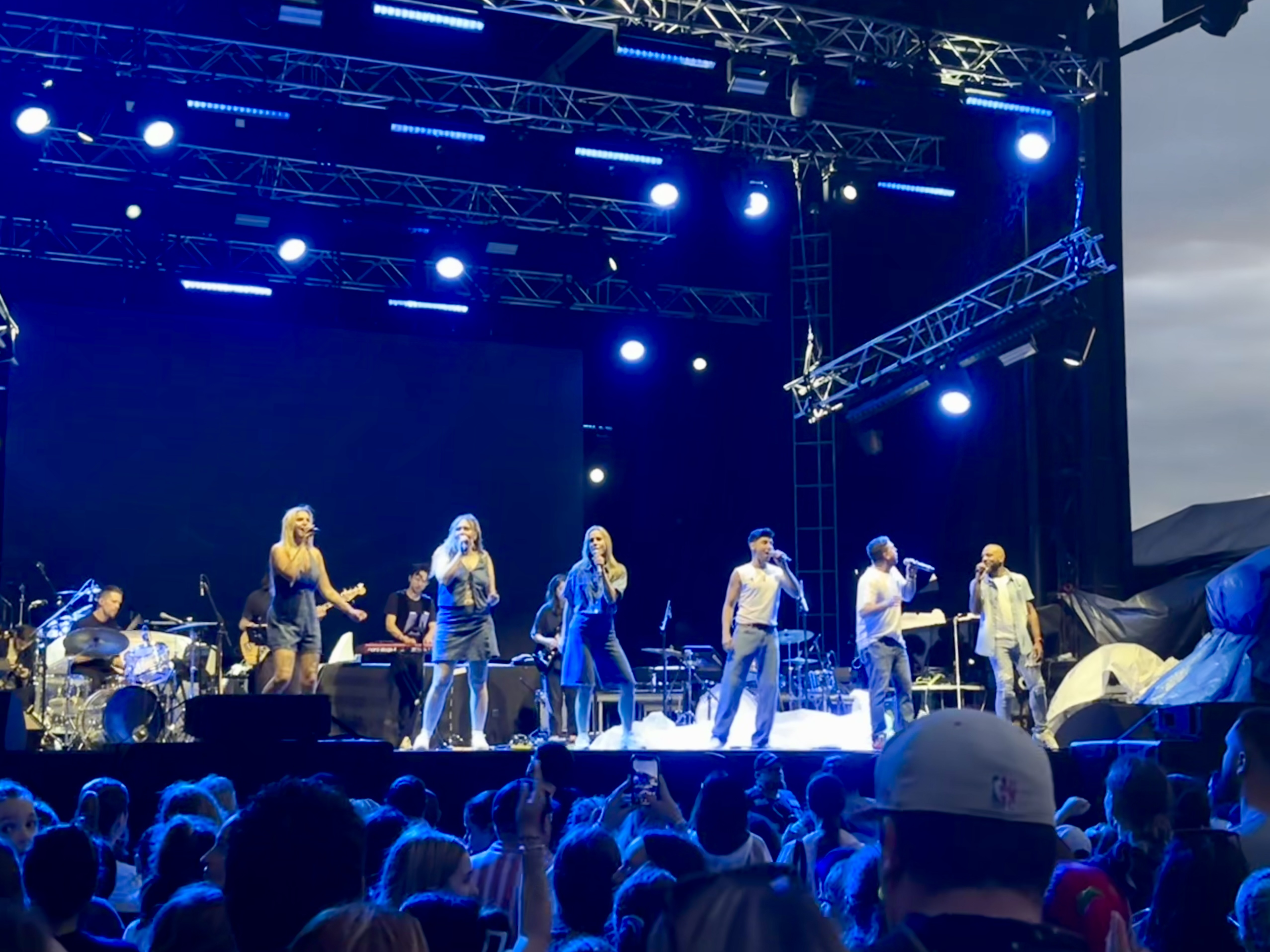
Groupe Mixmania au festival Générations le 17 juillet 2025